# 東隅服務式住宅

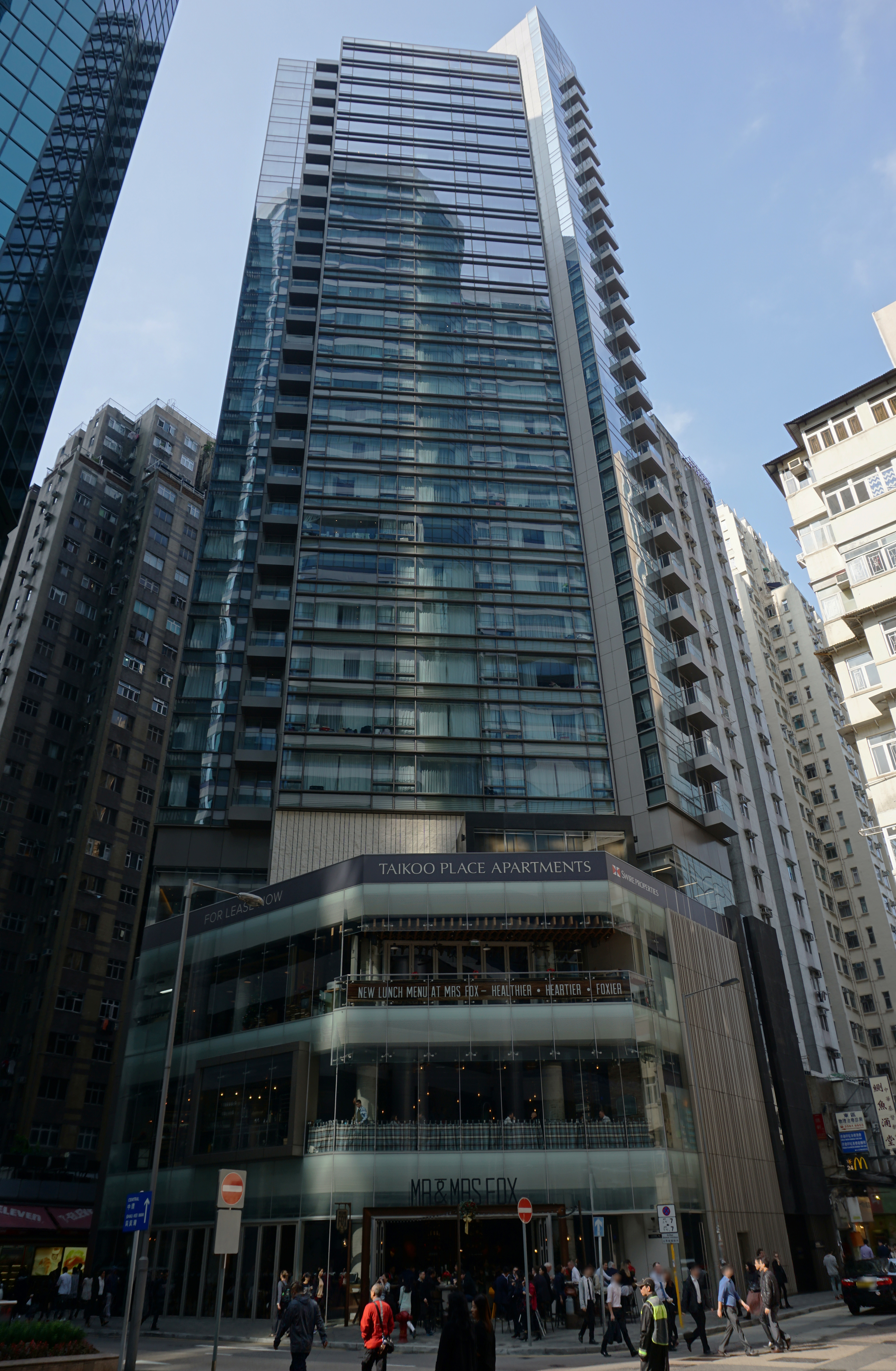
東隅服務式住宅

東隅服務式住宅（英語：EAST Residences），前稱太古坊柏舍（Taikoo Place Apartments）、柏舍（Tong Chong Residences），位於香港鰂魚涌糖廠街23號，原址為舊式公寓「華源新樓」，地盤面積8660平方呎，總樓面面積75129平方呎，2015年中入伙，是太古地產旗下的服務式住宅，物業樓高28層，共提供106個單位，包括開放式、一房或兩房及頂層特色單位，實用面積由340至1,140方呎。大廈附設住客會所，休閒設施包括兩間水療室、時尚健身房、閱讀間及戶外平台，2019年4月11日，香港東隅宣布引入東隅服務式住宅。

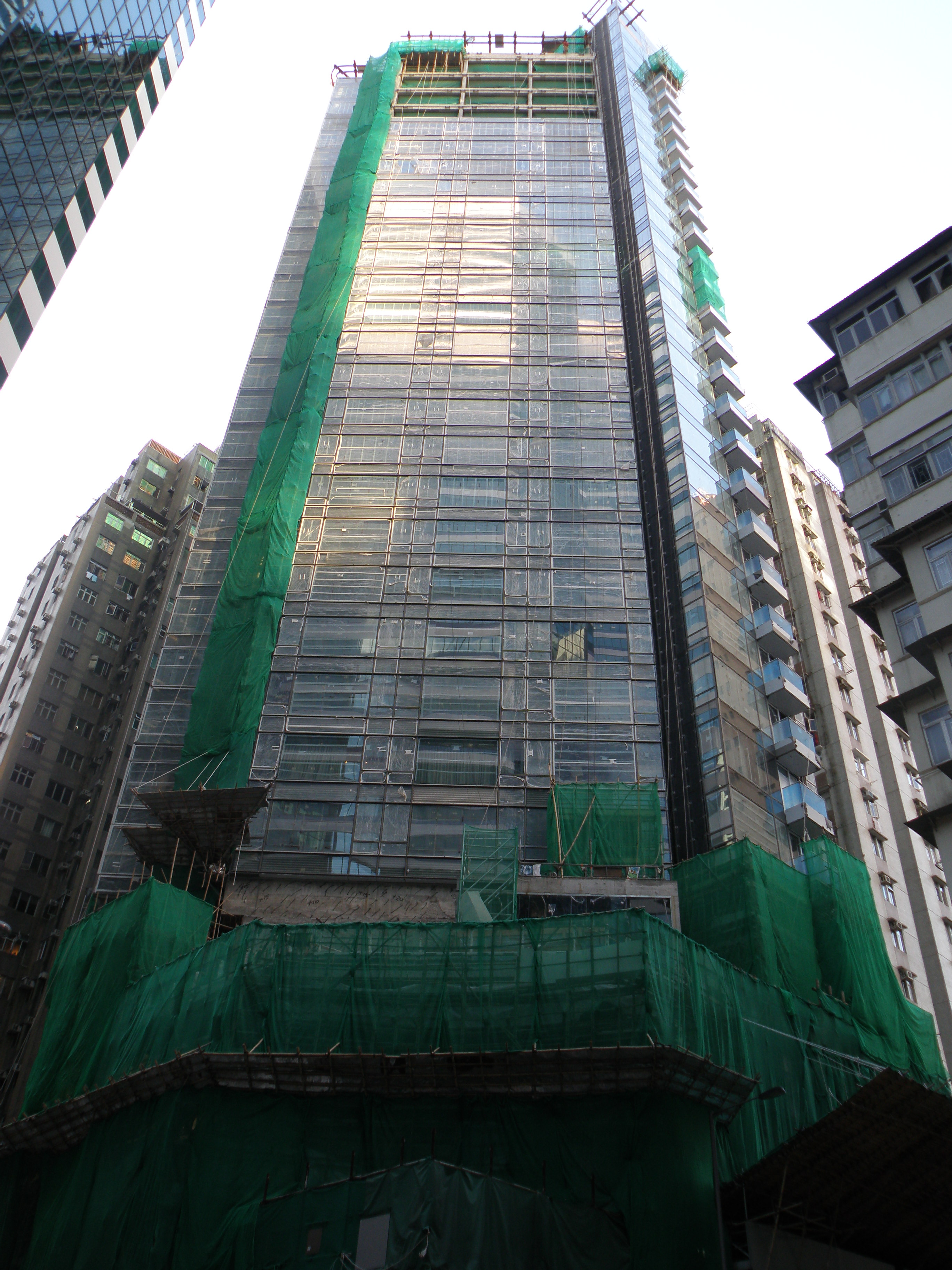
建築中東隅服務式住宅（2014年9月）

## 外部連結
- 東隅服務式住宅官方網頁 （页面存档备份，存于）